# Авеню Кашанга
Авеню Кашанга́ (порт. Avenida Caxangá) — авеню у місті Ресіфі, штат Пернамбуку, Бразилія, довжиною 6,2 км, найдовша абсолютно пряма вулиця у країні.

## Історія
Будівництво авеню Кашанга почалося у 1833 році за проектом французького інфенера Луї Лежера Вотьє. У 1845 році він був продовжений за рахунок будівництва мосту Кашанга, першого підвісного мосту в Бразилії, що об'єднав місто Ресіфі з головною територією штату Пернамбуку.
Авеню було вимощене за часів Естаду Нову, за часів керівництва префекта Новаїса Філью, та розширений протягом правління Пелопідаса да Сілвейри у 1966 році.
Пізніше на авеню було утворено коридор, призначений виключно для автобусів уздовж центру авеню, ще більше розширено авеню та включено до проекту «Західно-східного коридору» Ресіфі.

## Шлях
Авеню Кашанга починається від площі Жуана Алфреду, біля Будинку Мадалени, на місці колишнього помістя Мадалена, а зараз — району Мадалена.
На своєму шляху авеню перетинає райони Зумбі, Кордейру, Іпутінга та закінчується у районі Кашанга, одразу після мосту Кашанга через річку Капібарібі.
Хоча авеню Кашанга виключно пряме, зараз, через близько розташовані будівлі та лінії дерев уздовж авеню, від мосту Кашанга вже неможливо побачити центр міста, хоча ще у 1970-ті роки це було можливо.
В районі Іпутінга авеню проходить під шосе BR-101, що проходить через Віадук Кашанга та перетинає місто з півночі на південь.

## Відомі будівлі
На авеню Кашанга або поруч з ним розташовані такі важливі будівлі:
- Antiga garagem dos bondes da Pernambuco Tramways, hoje escritório da Celpe;
- Igreja de São Sebastião, no bairro do Cordeiro;
- Hospital Getúlio Vargas, no início da Avenida General San Martin;
- Colégio Pio XII;
- Parque de Exposições de Animais;
- Hospital Barão de Lucena;
- Caxangá Golf Country Clube.